# Cedrela monroensis
Cedrela monroensis är en tvåhjärtbladig växtart som beskrevs av Terence Dale Pennington. Cedrela monroensis ingår i släktet Cedrela och familjen Meliaceae. Inga underarter finns listade i Catalogue of Life.